# 2025 en Belgique
Chronologie de la Belgique
- 2021
- 2022
- 2023
- 2024
- 2025
- 2026
- 2027
- 2028
- 2029

Cette page concerne des événements qui se sont produits durant l'année 2025 du calendrier grégorien en Belgique.
2023 en Europe - 2024 en Europe - 2025 en Europe - 2026 en Europe - 2027 en Europe

## Éphémérides
- x.

## Événements

### Février
- 3 février : Bart De Wever devient Premier ministre.

### Avril
- 17 avril : cyberattaque contre le Service public de Wallonie.

### Juillet
- x

### Août
- x

### Septembre
- x

### Octobre
- x

### Novembre
- x

### Décembre
- x

#### L'année sportive 2025 en Belgique
- Championnat de Belgique de football 2024-2025
- Championnat de Belgique de football 2025-2026
- Championnats de Belgique d'athlétisme 2025
- 6 Heures de Spa-Francorchamps 2025
- Grand Prix automobile de Belgique 2025
- Flèche wallonne 2025
- Gand-Wevelgem 2025
- Liège-Bastogne-Liège 2025
- Tour des Flandres 2025
- Tour de Belgique 2025
- Tournoi de tennis d'Anvers (ATP 2025)

#### L'année 2025 dans le reste du monde
- L'année 2025 dans le monde
- 2025 par pays en Amérique, 2025 au Canada, 2025 aux États-Unis
- 2025 en Europe, 2025 dans l'Union européenne, 2025 en France, 2025 en Italie, 2025 en Suisse
- 2025 en Afrique • 2025 par pays en Asie • 2025 par pays en Océanie, 2025 en Océanie • 2025 en Antarctique
- 2025 aux Nations unies
- Décès en 2025